# Большое Сартово
Большое Сартово — деревня в Даниловском районе Ярославской области РФ. Находится в 31 км от Данилова по автомобильной дороге Данилов — Шаготь. В 500 метрах от Большого Сартова располагается нежилая деревня Малое Сартово.
Постоянное население на 1 января 2007 года — 28 человек.